# آرتور رو (بازیکن فوتبال)
آرتور رو (انگلیسی: Arthur Roe؛ 1892 – ۱۹۶۰ (۶۷−۶۸ سال)) بازیکن فوتبال بود.
از باشگاه‌هایی که در آن بازی کرده‌است می‌توان به باشگاه فوتبال آرسنال، باشگاه فوتبال منزفیلد تاون، باشگاه فوتبال لوتون تاون، و باشگاه فوتبال ای‌اف‌سی بورنموث اشاره کرد.